# Mount Vernon High School (Washington)
Mount Vernon High School je střední škola ve městě Mount Vernon v americkém státě Washington. Odmaturoval na ní také baseballový nadhazovač Mark Hendrickson, jenž zde hrál baseball, basketbal a tenis.